# Dátiles rellenos
Los dátiles rellenos son una preparación típica de distintos países de Asia occidental y el norte de África, que consiste en dátiles cocidos y rellenos de distintos ingredientes, como frutos secos, queso, carne, etcétera.
Son especialmente populares en el Levante mediterráneo, en países como Líbano, Siria, Palestina o Jordania, donde se sirven como mezze acompañado de arroz o bulgur. En árabe son conocidos como تمر محشي tamer mahshi. También son típicos en Israel, donde son conocidos como תמר ממולא tamar memule.
Un relleno habitual es el de carne picada, menta y perejil, y otros pueden ser los de nueces con fruta confitada, tahín y queso. Otros rellenos más modernos incluyen mantequilla y queso de cabra.
En el libro culinario más importante sobre cocina de la Antigua Roma, De re coquinaria de Apicio, se puede leer un postre llamado dulcia domestica, que consiste en dátiles rellenos de nueces y cocinados en miel.